# Бронкгорст
Бронкгорст (нід. Bronkhorst) — село в нідерландській провінції Гелдерланд. Входить до муніципалітету Бронкгорст.
Утворилося у Середні віки навколо родового замку лордів Бронкгорст, отримавши відповідну назву. 1482 року населенню села були даровані права міста, тому формально Бронкгорст є містом, що з огляду на населення у близько 100 осіб робить його одним з найменших міст країни.

## Галерея

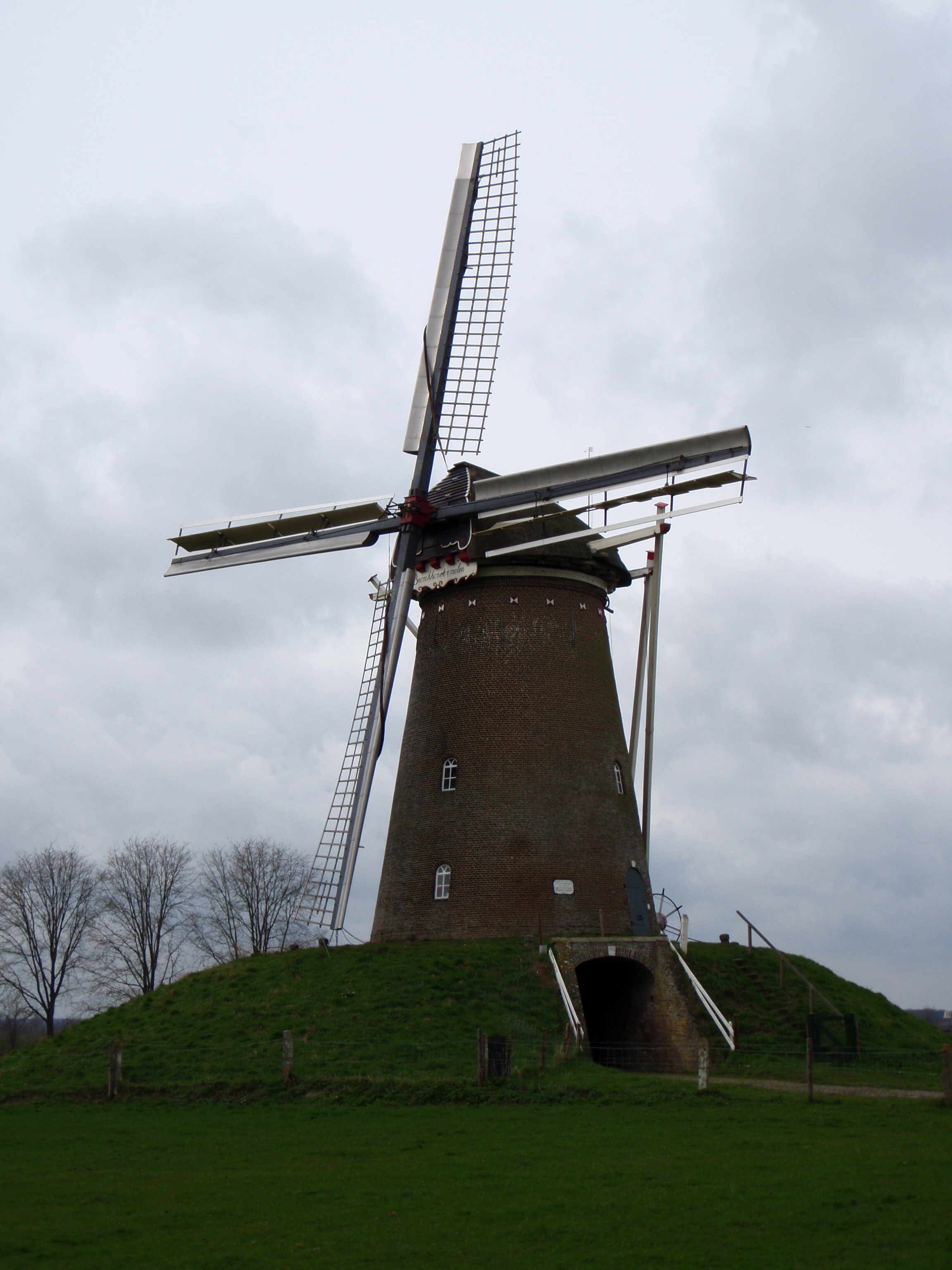
Вітряк
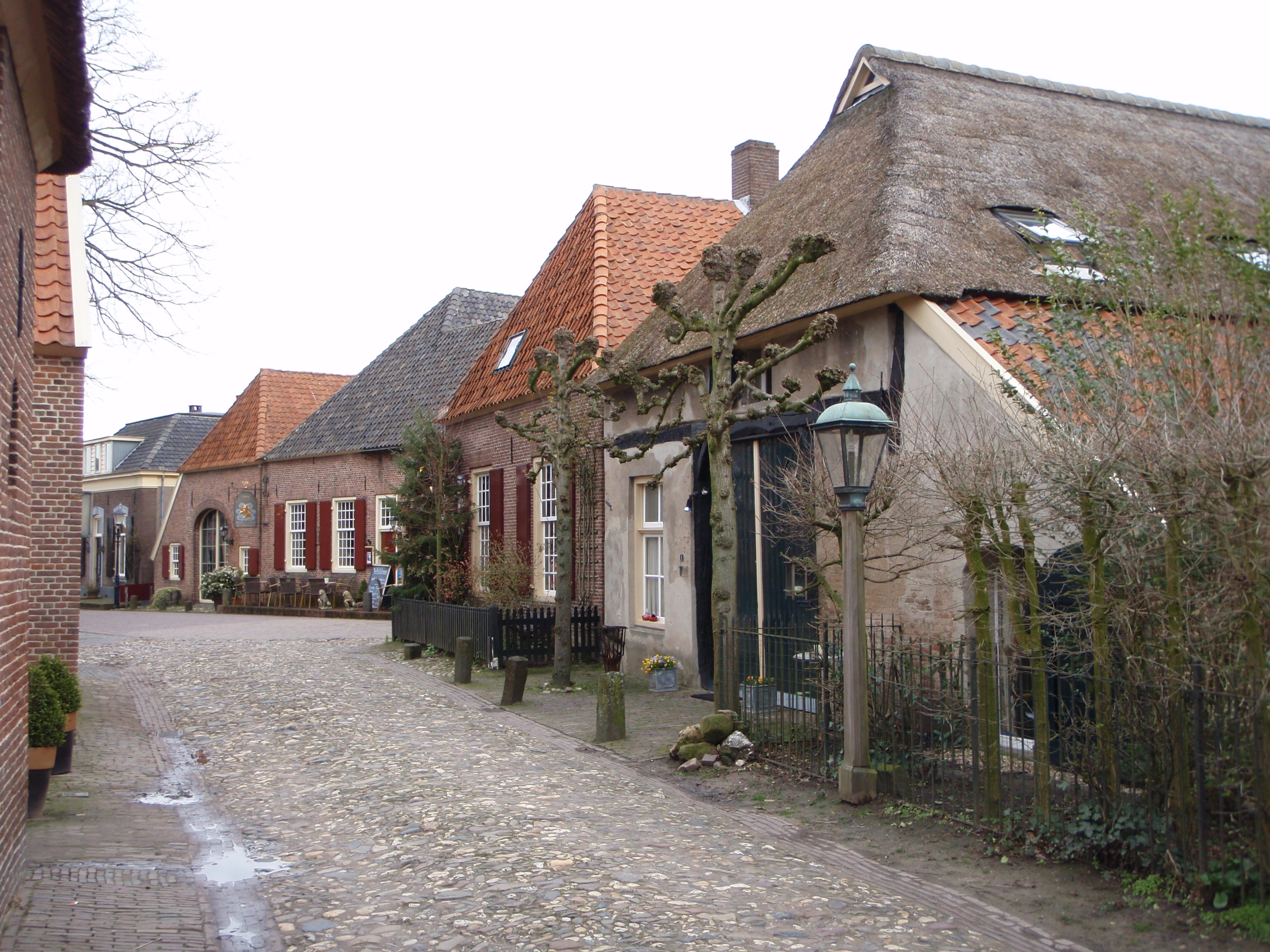
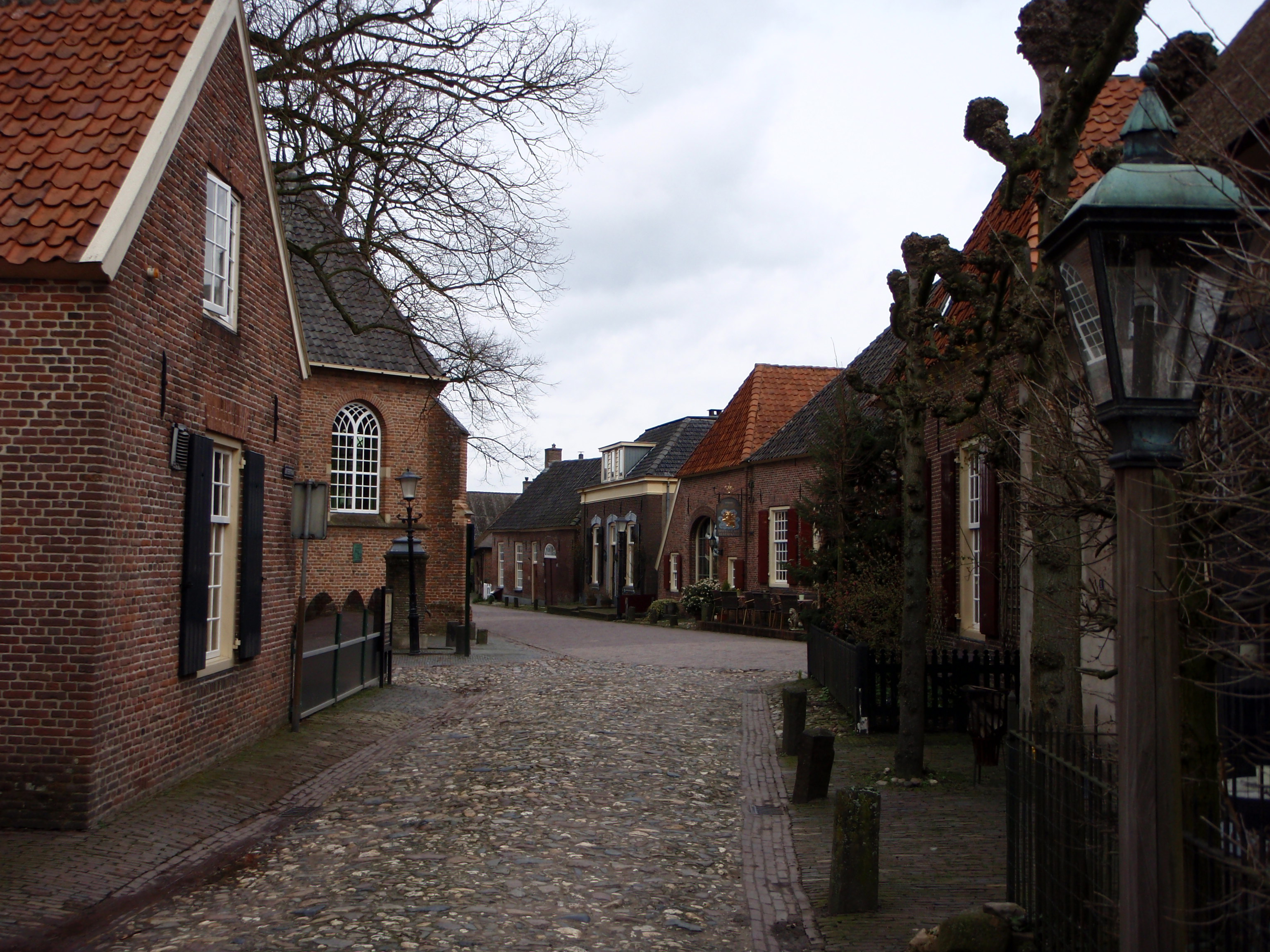
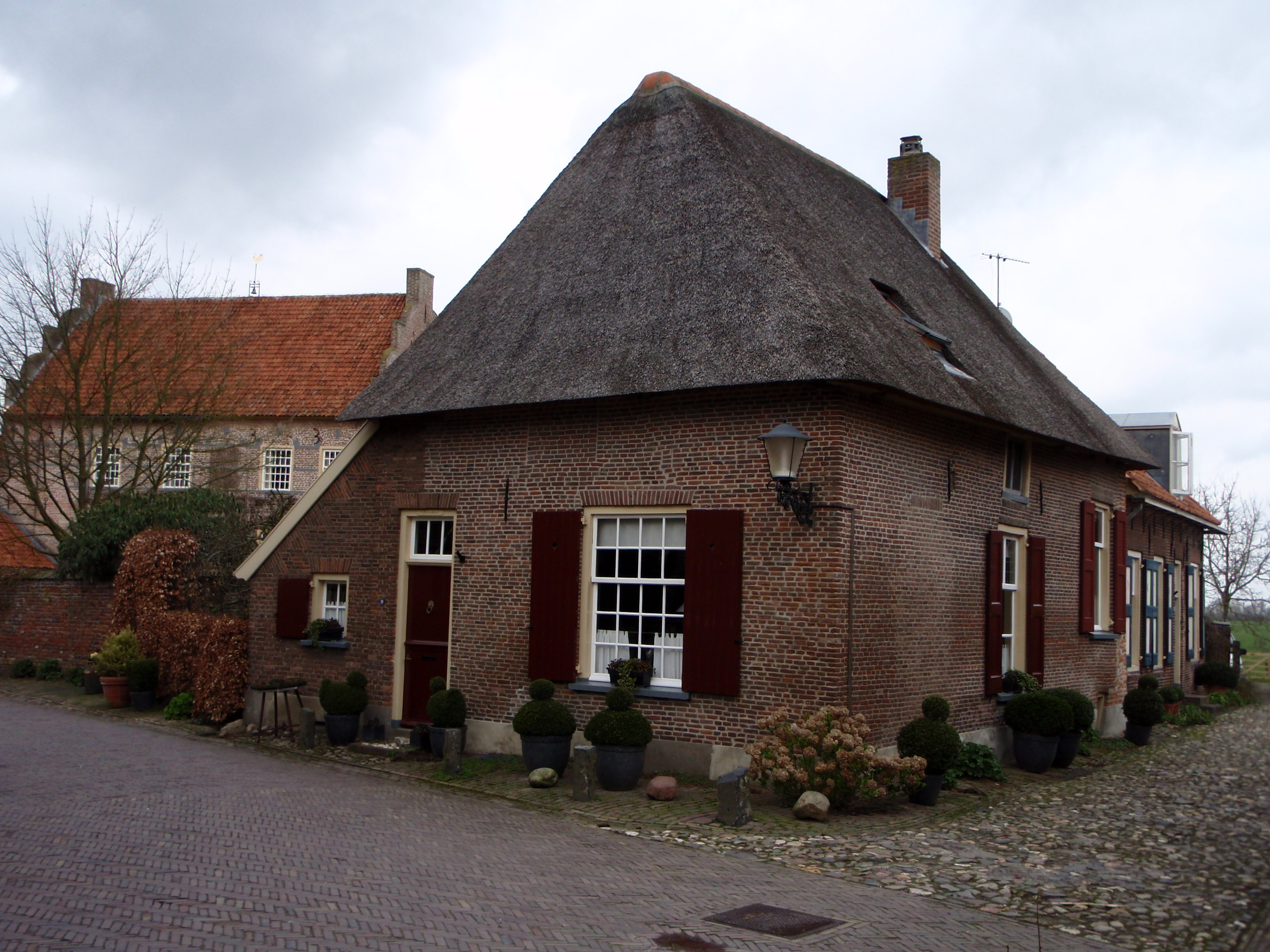
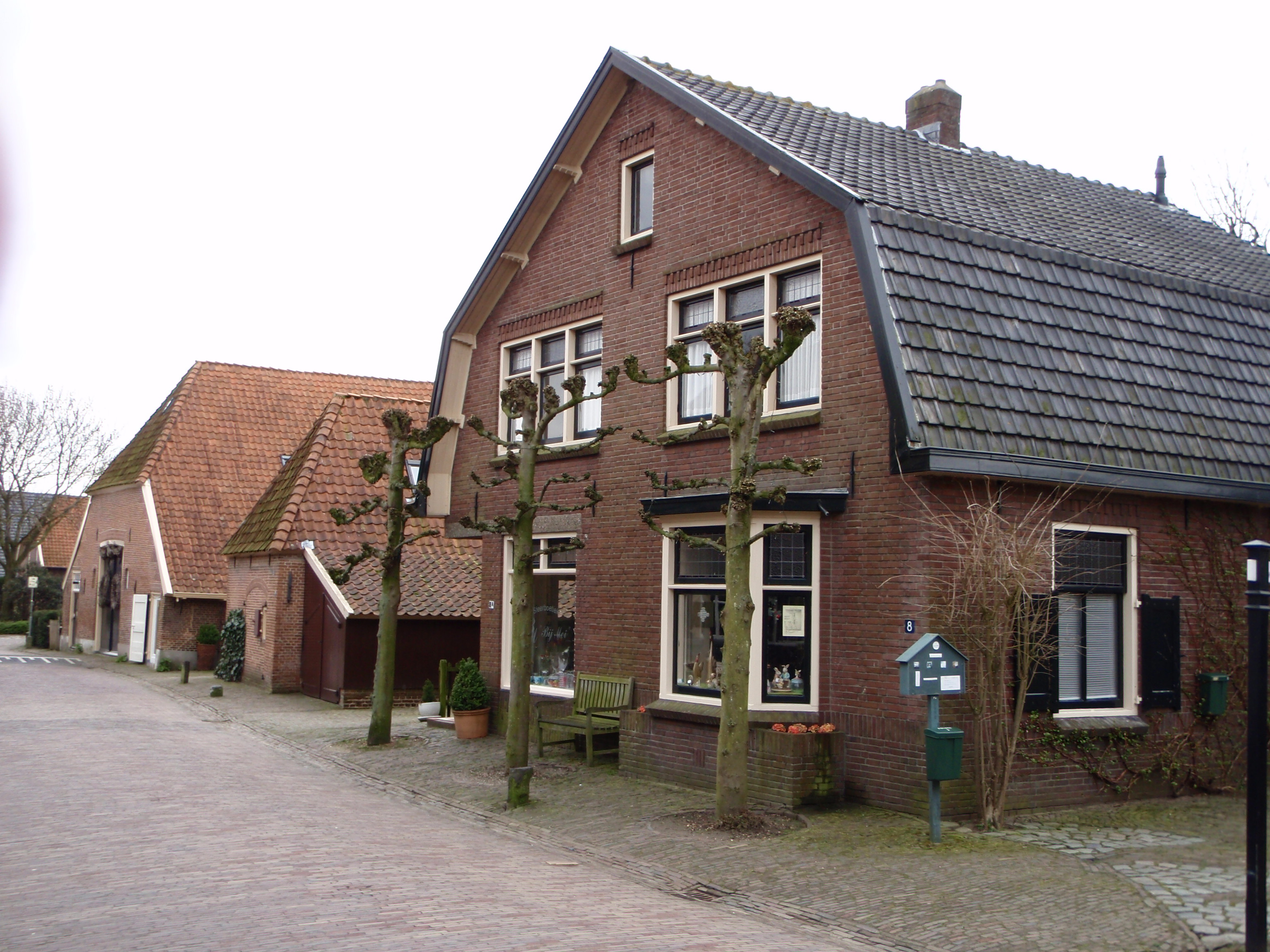